# Crab Day
Crab Day je čtvrté sólové studiové album velšské zpěvačky Cate Le Bon. Vydáno bylo v dubnu roku 2016. Jeho nahrávání probíhalo v domě Panoramic House v kalifornské obci Stinson Beach. Producenty alba byli Josiah Steinbrick a Noah Georgeson. Oba producenti se podíleli i na zpěvaččině předchozí desce Mug Museum (2013). Na nahrávce se podíleli mimo jiné také další velšští hudebníci, H. Hawkline a Stephen Black. Album bylo nominováno na Welsh Music Prize.

## Seznam skladeb
Autorkou všech skladeb je Cate Le Bon.
1. „Crab Day“ – 3:51
2. „Love Is Not Love“ – 3:03
3. „Wonderful“ – 2:38
4. „Find Me“ – 2:53
5. „I'm a Dirty Attic“ – 3:08
6. „I Was Born on the Wrong Day“ – 2:19
7. „We Might Revolve“ – 3:49
8. „Yellow Blinds, Cream Shadows“ – 4:04
9. „How Do You Know?“ – 3:27
10. „What's Not Mine“ – 7:26

## Obsazení
- Cate Le Bon – zpěv, kytara, klavír, perkuse, syntezátor, marimba
- Josiah Steinbrick – baskytara, klavír, perkuse
- Stephen Black – baskytara, klarinet, saxofon
- Huw Gwynfryn Evans (H. Hawkline) – kytara, marimba, syntezátor
- Stella Mozgawa – bicí